# 1735
Portal Geschichte | Portal Biografien | Aktuelle Ereignisse | Jahreskalender | Tagesartikel

◄ |
17. Jahrhundert |
18. Jahrhundert
| 19. Jahrhundert | ►

◄ |
1700er |
1710er |
1720er |
1730er
| 1740er | 1750er | 1760er | ►

◄◄ |
◄ |
1731 |
1732 |
1733 |
1734 |
1735
| 1736 | 1737 | 1738 | 1739 | ► | ►►
Staatsoberhäupter  · Nekrolog  · Literaturjahr · Musikjahr
| Januar | Januar | Januar | Januar | Januar | Januar | Januar | Januar |
| Kw     | Mo     | Di     | Mi     | Do     | Fr     | Sa     | So     |
| ------ | ------ | ------ | ------ | ------ | ------ | ------ | ------ |
| 52     |        |        |        |        |        | 1      | 2      |
| 1      | 3      | 4      | 5      | 6      | 7      | 8      | 9      |
| 2      | 10     | 11     | 12     | 13     | 14     | 15     | 16     |
| 3      | 17     | 18     | 19     | 20     | 21     | 22     | 23     |
| 4      | 24     | 25     | 26     | 27     | 28     | 29     | 30     |
| 5      | 31     |        |        |        |        |        |        |

| Februar | Februar | Februar | Februar | Februar | Februar | Februar | Februar |
| Kw      | Mo      | Di      | Mi      | Do      | Fr      | Sa      | So      |
| ------- | ------- | ------- | ------- | ------- | ------- | ------- | ------- |
| 5       |         | 1       | 2       | 3       | 4       | 5       | 6       |
| 6       | 7       | 8       | 9       | 10      | 11      | 12      | 13      |
| 7       | 14      | 15      | 16      | 17      | 18      | 19      | 20      |
| 8       | 21      | 22      | 23      | 24      | 25      | 26      | 27      |
| 9       | 28      |         |         |         |         |         |         |

| März | März | März | März | März | März | März | März |
| Kw   | Mo   | Di   | Mi   | Do   | Fr   | Sa   | So   |
| ---- | ---- | ---- | ---- | ---- | ---- | ---- | ---- |
| 9    |      | 1    | 2    | 3    | 4    | 5    | 6    |
| 10   | 7    | 8    | 9    | 10   | 11   | 12   | 13   |
| 11   | 14   | 15   | 16   | 17   | 18   | 19   | 20   |
| 12   | 21   | 22   | 23   | 24   | 25   | 26   | 27   |
| 13   | 28   | 29   | 30   | 31   |      |      |      |

| April | April | April | April | April | April | April | April |
| Kw    | Mo    | Di    | Mi    | Do    | Fr    | Sa    | So    |
| ----- | ----- | ----- | ----- | ----- | ----- | ----- | ----- |
| 13    |       |       |       |       | 1     | 2     | 3     |
| 14    | 4     | 5     | 6     | 7     | 8     | 9     | 10    |
| 15    | 11    | 12    | 13    | 14    | 15    | 16    | 17    |
| 16    | 18    | 19    | 20    | 21    | 22    | 23    | 24    |
| 17    | 25    | 26    | 27    | 28    | 29    | 30    |       |

| Mai | Mai | Mai | Mai | Mai | Mai | Mai | Mai |
| Kw  | Mo  | Di  | Mi  | Do  | Fr  | Sa  | So  |
| --- | --- | --- | --- | --- | --- | --- | --- |
| 17  |     |     |     |     |     |     | 1   |
| 18  | 2   | 3   | 4   | 5   | 6   | 7   | 8   |
| 19  | 9   | 10  | 11  | 12  | 13  | 14  | 15  |
| 20  | 16  | 17  | 18  | 19  | 20  | 21  | 22  |
| 21  | 23  | 24  | 25  | 26  | 27  | 28  | 29  |
| 22  | 30  | 31  |     |     |     |     |     |

| Juni | Juni | Juni | Juni | Juni | Juni | Juni | Juni |
| Kw   | Mo   | Di   | Mi   | Do   | Fr   | Sa   | So   |
| ---- | ---- | ---- | ---- | ---- | ---- | ---- | ---- |
| 22   |      |      | 1    | 2    | 3    | 4    | 5    |
| 23   | 6    | 7    | 8    | 9    | 10   | 11   | 12   |
| 24   | 13   | 14   | 15   | 16   | 17   | 18   | 19   |
| 25   | 20   | 21   | 22   | 23   | 24   | 25   | 26   |
| 26   | 27   | 28   | 29   | 30   |      |      |      |

| Juli | Juli | Juli | Juli | Juli | Juli | Juli | Juli |
| Kw   | Mo   | Di   | Mi   | Do   | Fr   | Sa   | So   |
| ---- | ---- | ---- | ---- | ---- | ---- | ---- | ---- |
| 26   |      |      |      |      | 1    | 2    | 3    |
| 27   | 4    | 5    | 6    | 7    | 8    | 9    | 10   |
| 28   | 11   | 12   | 13   | 14   | 15   | 16   | 17   |
| 29   | 18   | 19   | 20   | 21   | 22   | 23   | 24   |
| 30   | 25   | 26   | 27   | 28   | 29   | 30   | 31   |

| August | August | August | August | August | August | August | August |
| Kw     | Mo     | Di     | Mi     | Do     | Fr     | Sa     | So     |
| ------ | ------ | ------ | ------ | ------ | ------ | ------ | ------ |
| 31     | 1      | 2      | 3      | 4      | 5      | 6      | 7      |
| 32     | 8      | 9      | 10     | 11     | 12     | 13     | 14     |
| 33     | 15     | 16     | 17     | 18     | 19     | 20     | 21     |
| 34     | 22     | 23     | 24     | 25     | 26     | 27     | 28     |
| 35     | 29     | 30     | 31     |        |        |        |        |

| September | September | September | September | September | September | September | September |
| Kw        | Mo        | Di        | Mi        | Do        | Fr        | Sa        | So        |
| --------- | --------- | --------- | --------- | --------- | --------- | --------- | --------- |
| 35        |           |           |           | 1         | 2         | 3         | 4         |
| 36        | 5         | 6         | 7         | 8         | 9         | 10        | 11        |
| 37        | 12        | 13        | 14        | 15        | 16        | 17        | 18        |
| 38        | 19        | 20        | 21        | 22        | 23        | 24        | 25        |
| 39        | 26        | 27        | 28        | 29        | 30        |           |           |

| Oktober | Oktober | Oktober | Oktober | Oktober | Oktober | Oktober | Oktober |
| Kw      | Mo      | Di      | Mi      | Do      | Fr      | Sa      | So      |
| ------- | ------- | ------- | ------- | ------- | ------- | ------- | ------- |
| 39      |         |         |         |         |         | 1       | 2       |
| 40      | 3       | 4       | 5       | 6       | 7       | 8       | 9       |
| 41      | 10      | 11      | 12      | 13      | 14      | 15      | 16      |
| 42      | 17      | 18      | 19      | 20      | 21      | 22      | 23      |
| 43      | 24      | 25      | 26      | 27      | 28      | 29      | 30      |
| 44      | 31      |         |         |         |         |         |         |

| November | November | November | November | November | November | November | November |
| Kw       | Mo       | Di       | Mi       | Do       | Fr       | Sa       | So       |
| -------- | -------- | -------- | -------- | -------- | -------- | -------- | -------- |
| 44       |          | 1        | 2        | 3        | 4        | 5        | 6        |
| 45       | 7        | 8        | 9        | 10       | 11       | 12       | 13       |
| 46       | 14       | 15       | 16       | 17       | 18       | 19       | 20       |
| 47       | 21       | 22       | 23       | 24       | 25       | 26       | 27       |
| 48       | 28       | 29       | 30       |          |          |          |          |

| Dezember | Dezember | Dezember | Dezember | Dezember | Dezember | Dezember | Dezember |
| Kw       | Mo       | Di       | Mi       | Do       | Fr       | Sa       | So       |
| -------- | -------- | -------- | -------- | -------- | -------- | -------- | -------- |
| 48       |          |          |          | 1        | 2        | 3        | 4        |
| 49       | 5        | 6        | 7        | 8        | 9        | 10       | 11       |
| 50       | 12       | 13       | 14       | 15       | 16       | 17       | 18       |
| 51       | 19       | 20       | 21       | 22       | 23       | 24       | 25       |
| 52       | 26       | 27       | 28       | 29       | 30       | 31       |          |

| Januar | Januar | Januar | Januar | Januar | Januar | Januar | Januar |
| Kw     | Mo     | Di     | Mi     | Do     | Fr     | Sa     | So     |
| ------ | ------ | ------ | ------ | ------ | ------ | ------ | ------ |
| 52     |        |        |        |        |        | 1      | 2      |
| 1      | 3      | 4      | 5      | 6      | 7      | 8      | 9      |
| 2      | 10     | 11     | 12     | 13     | 14     | 15     | 16     |
| 3      | 17     | 18     | 19     | 20     | 21     | 22     | 23     |
| 4      | 24     | 25     | 26     | 27     | 28     | 29     | 30     |
| 5      | 31     |        |        |        |        |        |        |

| Februar | Februar | Februar | Februar | Februar | Februar | Februar | Februar |
| Kw      | Mo      | Di      | Mi      | Do      | Fr      | Sa      | So      |
| ------- | ------- | ------- | ------- | ------- | ------- | ------- | ------- |
| 5       |         | 1       | 2       | 3       | 4       | 5       | 6       |
| 6       | 7       | 8       | 9       | 10      | 11      | 12      | 13      |
| 7       | 14      | 15      | 16      | 17      | 18      | 19      | 20      |
| 8       | 21      | 22      | 23      | 24      | 25      | 26      | 27      |
| 9       | 28      |         |         |         |         |         |         |

| März | März | März | März | März | März | März | März |
| Kw   | Mo   | Di   | Mi   | Do   | Fr   | Sa   | So   |
| ---- | ---- | ---- | ---- | ---- | ---- | ---- | ---- |
| 9    |      | 1    | 2    | 3    | 4    | 5    | 6    |
| 10   | 7    | 8    | 9    | 10   | 11   | 12   | 13   |
| 11   | 14   | 15   | 16   | 17   | 18   | 19   | 20   |
| 12   | 21   | 22   | 23   | 24   | 25   | 26   | 27   |
| 13   | 28   | 29   | 30   | 31   |      |      |      |

| April | April | April | April | April | April | April | April |
| Kw    | Mo    | Di    | Mi    | Do    | Fr    | Sa    | So    |
| ----- | ----- | ----- | ----- | ----- | ----- | ----- | ----- |
| 13    |       |       |       |       | 1     | 2     | 3     |
| 14    | 4     | 5     | 6     | 7     | 8     | 9     | 10    |
| 15    | 11    | 12    | 13    | 14    | 15    | 16    | 17    |
| 16    | 18    | 19    | 20    | 21    | 22    | 23    | 24    |
| 17    | 25    | 26    | 27    | 28    | 29    | 30    |       |

| Mai | Mai | Mai | Mai | Mai | Mai | Mai | Mai |
| Kw  | Mo  | Di  | Mi  | Do  | Fr  | Sa  | So  |
| --- | --- | --- | --- | --- | --- | --- | --- |
| 17  |     |     |     |     |     |     | 1   |
| 18  | 2   | 3   | 4   | 5   | 6   | 7   | 8   |
| 19  | 9   | 10  | 11  | 12  | 13  | 14  | 15  |
| 20  | 16  | 17  | 18  | 19  | 20  | 21  | 22  |
| 21  | 23  | 24  | 25  | 26  | 27  | 28  | 29  |
| 22  | 30  | 31  |     |     |     |     |     |

| Juni | Juni | Juni | Juni | Juni | Juni | Juni | Juni |
| Kw   | Mo   | Di   | Mi   | Do   | Fr   | Sa   | So   |
| ---- | ---- | ---- | ---- | ---- | ---- | ---- | ---- |
| 22   |      |      | 1    | 2    | 3    | 4    | 5    |
| 23   | 6    | 7    | 8    | 9    | 10   | 11   | 12   |
| 24   | 13   | 14   | 15   | 16   | 17   | 18   | 19   |
| 25   | 20   | 21   | 22   | 23   | 24   | 25   | 26   |
| 26   | 27   | 28   | 29   | 30   |      |      |      |

| Juli | Juli | Juli | Juli | Juli | Juli | Juli | Juli |
| Kw   | Mo   | Di   | Mi   | Do   | Fr   | Sa   | So   |
| ---- | ---- | ---- | ---- | ---- | ---- | ---- | ---- |
| 26   |      |      |      |      | 1    | 2    | 3    |
| 27   | 4    | 5    | 6    | 7    | 8    | 9    | 10   |
| 28   | 11   | 12   | 13   | 14   | 15   | 16   | 17   |
| 29   | 18   | 19   | 20   | 21   | 22   | 23   | 24   |
| 30   | 25   | 26   | 27   | 28   | 29   | 30   | 31   |

| August | August | August | August | August | August | August | August |
| Kw     | Mo     | Di     | Mi     | Do     | Fr     | Sa     | So     |
| ------ | ------ | ------ | ------ | ------ | ------ | ------ | ------ |
| 31     | 1      | 2      | 3      | 4      | 5      | 6      | 7      |
| 32     | 8      | 9      | 10     | 11     | 12     | 13     | 14     |
| 33     | 15     | 16     | 17     | 18     | 19     | 20     | 21     |
| 34     | 22     | 23     | 24     | 25     | 26     | 27     | 28     |
| 35     | 29     | 30     | 31     |        |        |        |        |

| September | September | September | September | September | September | September | September |
| Kw        | Mo        | Di        | Mi        | Do        | Fr        | Sa        | So        |
| --------- | --------- | --------- | --------- | --------- | --------- | --------- | --------- |
| 35        |           |           |           | 1         | 2         | 3         | 4         |
| 36        | 5         | 6         | 7         | 8         | 9         | 10        | 11        |
| 37        | 12        | 13        | 14        | 15        | 16        | 17        | 18        |
| 38        | 19        | 20        | 21        | 22        | 23        | 24        | 25        |
| 39        | 26        | 27        | 28        | 29        | 30        |           |           |

| Oktober | Oktober | Oktober | Oktober | Oktober | Oktober | Oktober | Oktober |
| Kw      | Mo      | Di      | Mi      | Do      | Fr      | Sa      | So      |
| ------- | ------- | ------- | ------- | ------- | ------- | ------- | ------- |
| 39      |         |         |         |         |         | 1       | 2       |
| 40      | 3       | 4       | 5       | 6       | 7       | 8       | 9       |
| 41      | 10      | 11      | 12      | 13      | 14      | 15      | 16      |
| 42      | 17      | 18      | 19      | 20      | 21      | 22      | 23      |
| 43      | 24      | 25      | 26      | 27      | 28      | 29      | 30      |
| 44      | 31      |         |         |         |         |         |         |

| November | November | November | November | November | November | November | November |
| Kw       | Mo       | Di       | Mi       | Do       | Fr       | Sa       | So       |
| -------- | -------- | -------- | -------- | -------- | -------- | -------- | -------- |
| 44       |          | 1        | 2        | 3        | 4        | 5        | 6        |
| 45       | 7        | 8        | 9        | 10       | 11       | 12       | 13       |
| 46       | 14       | 15       | 16       | 17       | 18       | 19       | 20       |
| 47       | 21       | 22       | 23       | 24       | 25       | 26       | 27       |
| 48       | 28       | 29       | 30       |          |          |          |          |

| Dezember | Dezember | Dezember | Dezember | Dezember | Dezember | Dezember | Dezember |
| Kw       | Mo       | Di       | Mi       | Do       | Fr       | Sa       | So       |
| -------- | -------- | -------- | -------- | -------- | -------- | -------- | -------- |
| 48       |          |          |          | 1        | 2        | 3        | 4        |
| 49       | 5        | 6        | 7        | 8        | 9        | 10       | 11       |
| 50       | 12       | 13       | 14       | 15       | 16       | 17       | 18       |
| 51       | 19       | 20       | 21       | 22       | 23       | 24       | 25       |
| 52       | 26       | 27       | 28       | 29       | 30       | 31       |          |

## Ereignisse

### Politik und Weltgeschehen

#### Großbritannien
- 22. September: Die Adresse 10 Downing Street wird erstmals Amtssitz des britischen Premierministers. Dieses Haus hat König George II. Sir Robert Walpole zum persönlichen Geschenk gemacht. Walpole nimmt das Geschenk nicht an, akzeptiert es jedoch in seiner Eigenschaft als Erster Lord des Schatzamtes.

#### Polnischer Thronfolgekrieg
- Sommer: Kaiser Karl VI. genehmigt den erstmaligen Durchmarsch russischer Truppen durch deutsches Reichsgebiet, um die bedrohte Neckarfront gegen Frankreich zu stärken. Zuvor hat er ein Angebot des preußischen Königs Friedrich Wilhelm I. auf Verstärkung wegen dessen Interesse an den Erbfolgerechten im Herzogtum Jülich abgelehnt. Der 71-jährige Prinz Eugen von Savoyen begibt sich auf kaiserlichen Wunsch noch einmal an die Front.
- 2. September: Die kaiserliche Armee muss Mirandola an die Franzosen übergeben.
- 3. Oktober: Der Vorfriede zu Wien beendet den polnischen Thronfolgekrieg. Kurfürst August von Sachsen wird als polnischer König bestätigt. Frankreichs Kandidat Stanislaus behält den königlichen Titel und bekommt Lothringen und das Herzogtum Bar auf Lebenszeit, allerdings unter französischer Verwaltung. Nach seinem Tod sollen die Länder auch offiziell an Frankreich fallen. Spanien erhält Neapel, Sizilien und die Insel Elba, tritt aber Parma und Piacenza zugunsten Österreichs an Kaiser Karl ab. Dieser bekommt auch fast alle Besitzungen in Oberitalien zurück. Herzog Franz Stephan von Lothringen erhält die Anwartschaft auf das Großherzogtum Toskana, da das Aussterben der Medici zu diesem Zeitpunkt bereits abzusehen ist. Frankreich erneuert außerdem seine Anerkennung der Pragmatischen Sanktion von 1718. Der Vertrag ist im Wesentlichen identisch mit dem 1738 ebenfalls in Wien abgeschlossenen endgültigen Frieden.

#### Heiliges Römisches Reich

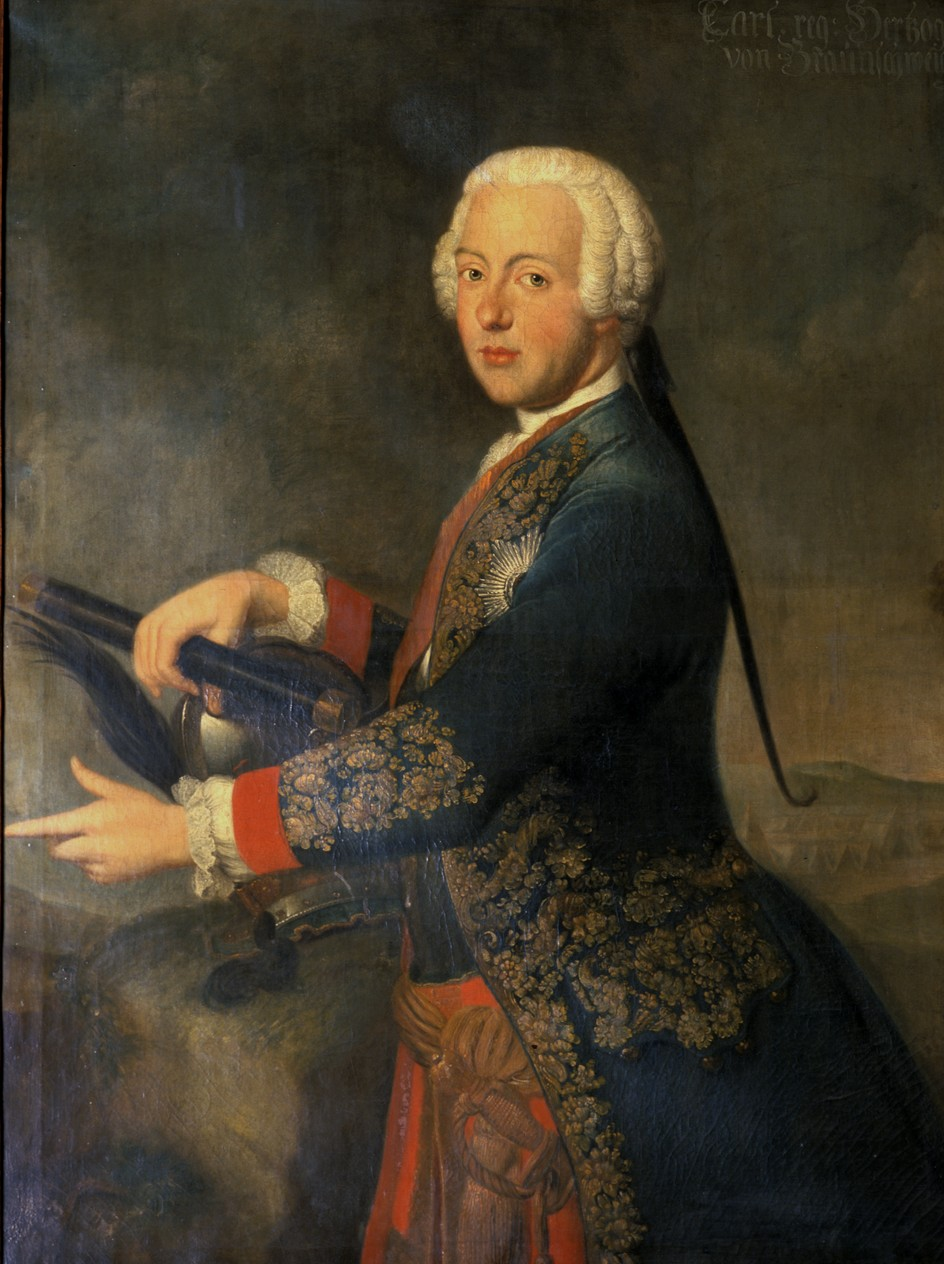
Karl I. von Braunschweig-Wolfenbüttel

- 1. März: Durch den Tod seines Schwiegervaters Ludwig Rudolf erbt Ferdinand Albrecht II., bislang Herzog von Braunschweig-Wolfenbüttel-Bevern, das gesamte Herzogtum Braunschweig-Wolfenbüttel. Dafür überlässt er seinem Bruder Ernst Ferdinand Bevern als Paragium. Ferdinand Albrecht II. stirbt jedoch schon am 13. September, sein Sohn Karl I. übernimmt daraufhin die Herzogswürde von Braunschweig-Wolfenbüttel.
- Durch einen Erlass des preußischen Königs Friedrich Wilhelm I. tritt die Residenzpflicht in Kraft.
- Die Grafschaft Saarbrücken wird von der Grafschaft Nassau-Usingen wieder abgeteilt.
- Bei Bemerode findet eine große „Heerschau“ der kur-braunschweig-lüneburgischen Armee statt, die Revue bei Bemerode.

#### Weitere Ereignisse in Europa
- 17. Januar: Alvise Pisani wird als Nachfolger des am 5. Januar verstorbenen Carlo Ruzzini zum Dogen von Venedig gewählt, wahrscheinlich mit Hilfe von Schmiergeldern. Er genießt in Venedig den Ruf eines Geizhalses, seine Wahl jedoch wird über drei Tage mit verschwenderischen Festlichkeiten, Bällen und abendlichem Feuerwerk gefeiert sowie mit großzügigen Geschenken, Brot und Geld für das Volk.
- Dem Russisch-Österreichischen Türkenkrieg gehen erste Scharmützel im Khanat der Krim voraus.

#### Südamerikanische Kolonien

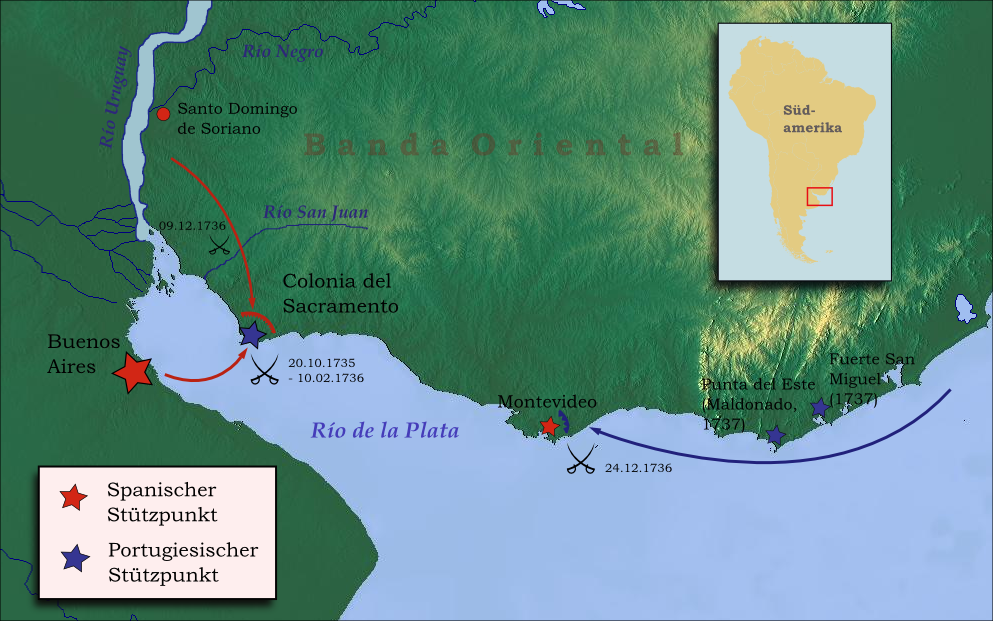
Karte des Kriegsschauplatzes des Spanisch-Portugiesischen Krieges 1735–1737

- Im Gefolge des Polnischen Thronfolgekrieges kommt es zu Spannungen zwischen den Regierungen Portugals und Spaniens. Im Februar werden einige diplomatische Vertreter Portugals in Spanien festgenommen, woraufhin Portugal in London unter Berufung auf den Beistandspakt von 1703 um englische Hilfe ansucht. England entsendet daraufhin eine wenn auch schlecht ausgerüstete Flotte unter Admiral John Norris, die am 9. Juni in Portugal eintrifft. Sie hat den Auftrag, sich auf keinen Fall in einen Krieg gegen Spanien verstricken zu lassen, es sei denn, Portugal würde direkt angegriffen.
- 18. April: Der spanische Außenminister José de Patiño y Rosales sendet an den Gouverneur von Buenos Aires Miguel de Salcedo y Sierralta den Befehl, nicht auf eine förmliche Kriegserklärung zu warten, sondern Colonia del Sacramento bei Gelegenheit überraschend anzugreifen und einzunehmen.
- 29. Juli: Mit der Kaperung eines portugiesischen Handelsschiffes durch spanische Piraten beginnt der offiziell nie erklärte Spanisch-Portugiesische Krieg, der fast ausschließlich in den südamerikanischen Kolonien geführt wird. Am 15. September wird ein weiteres Schiff von Spaniern gekapert.
- 20. Oktober: Eine spanische Streitmacht erscheint vor der portugiesischen Stadt Colonia del Sacramento. Ein erster Angriff auf die Stadt scheitert jedoch am 5. November.
- 9. November: Die Spanier beginnen mit der Belagerung von Sacramento. Der Versuch einer Erstürmung der Stadt scheitert am 10. Dezember nach einem zwölftägigen Bombardement.

#### Nordafrika und Naher Osten
- Ali I. al-Husain folgt seinem verstorbenen Bruder Husain I. ibn Ali als Bey von Tunis unter formaler osmanischer Oberherrschaft. Letzterer hat während seiner Herrschaft die Erblichkeit seines Amtes für die Husainiden durchgesetzt.
- Muhammad ibn Saud wird erster Imam der saudischen Dynastie in Dirʿiyya im südlichen Nadschd.

#### Kaiserreich China

Kaiser Yongzheng und sein Sohn Hongli, der spätere Kaiser Qianlong

- 8. Oktober: Nach dem Tod von Yongzheng wird sein vierter Sohn Hongli vierter Kaiser der Qing-Dynastie in China. Hongli ist einer der am besten ausgebildeten Kaiser in der Geschichte Chinas. Sein von seinem Vater überwachtes Studium hat humanistische Bildung, Poesie, Kalligrafie und Malerei umfasst, wobei er sich auf allen Gebieten als talentiert zeigt. Auch beherrscht er außer Chinesisch und Mandschurisch auch noch Mongolisch, Uigurisch und Tibetisch. Der Prinz hat bereits des Öfteren als Regent in Abwesenheit des Vaters fungiert und ist von diesem bei politischen Entscheidungen eingebunden worden. Hongli besteigt den chinesischen Thron unter dem Äranamen Qianlong. Als erste Maßnahme entscheidet der neue Kaiser, alle Mitglieder des kaiserlichen Clans aus wichtigen Ämtern zu entlassen. Qianlong misstraut seiner weitläufigen Verwandtschaft zutiefst und fürchtet Fraktionskämpfe innerhalb des Hofes, wie sie in den letzten Regierungsjahren seines Großvaters vorgekommen sind. Selbst seinen Brüdern und Cousins, welche mit ihm an der Palastschule erzogen worden sind, schenkt er keinerlei Vertrauen. Die Prinzen werden konsequent von der Regierung ausgeschlossen.

### Wirtschaft
- 13. Februar: Abraham Vandenhoeck gründet in Göttingen in Zusammenarbeit mit der im Vorjahr gegründeten Göttinger Universität den Vandenhoeck-Verlag.
- 25. Juni: In Großbritannien wird der Engraver’s Act erlassen, das zweite Urheberrechtsgesetz der Welt, das das Statute of Anne auch auf Kupferstiche ausweitet, jedoch primär Autoren anstelle von Verlegern schützt. Treibende Kraft hinter dem Gesetz ist der Kupferstecher William Hogarth. Das Gesetz schützt in seiner Ursprungsform nur Kupferstecher, die auch das Vorbild des Stiches geschaffen haben. Künstler, die bestehende Kunstwerke kopieren, sind dadurch nicht geschützt.
- Die Schweizer Uhrenmanufaktur Blancpain wird gegründet.
- In der Steiermark wird erstmals nachweislich Kürbiskernöl hergestellt.
- Die erste britische Tageszeitung The Daily Courant wird nach 33 Jahren eingestellt.

### Wissenschaft und Technik
- 26. Januar: In Hamburg wird von Mitgliedern der Commerzdeputation die Commerzbibliothek gegründet. Der Grundgedanke dieser öffentlich zugänglichen Bibliothek ist es, den Wissensstand der Hamburger Kaufleute zu erweitern und eine umfassende Aus- und Weiterbildung zu ermöglichen.
- Die erste Ausgabe von Carl von Linnés Werk Systema Naturae wird veröffentlicht.
- Der britische Eisenfabrikant Abraham Darby II ersetzt bei der Eisenerz-Schmelze Holzkohle durch Koks.
- Der französische Chirurg Claudius Amyand führt im St. George’s Hospital in London die erste erfolgreiche Blinddarmoperation durch.
- König Karl III. von Ungarn gründet in Selmecbánya eine Bergbauschule, aus der sich die Westungarische Universität entwickeln wird.

### Kultur

#### Bildende Kunst
- nach dem 25. Juni: William Hogarth veröffentlicht nach dem Erlass des Engraver’s Act seine im Vorjahr entstandene achtteilige Kupferstichserie A Rake’s Progress.

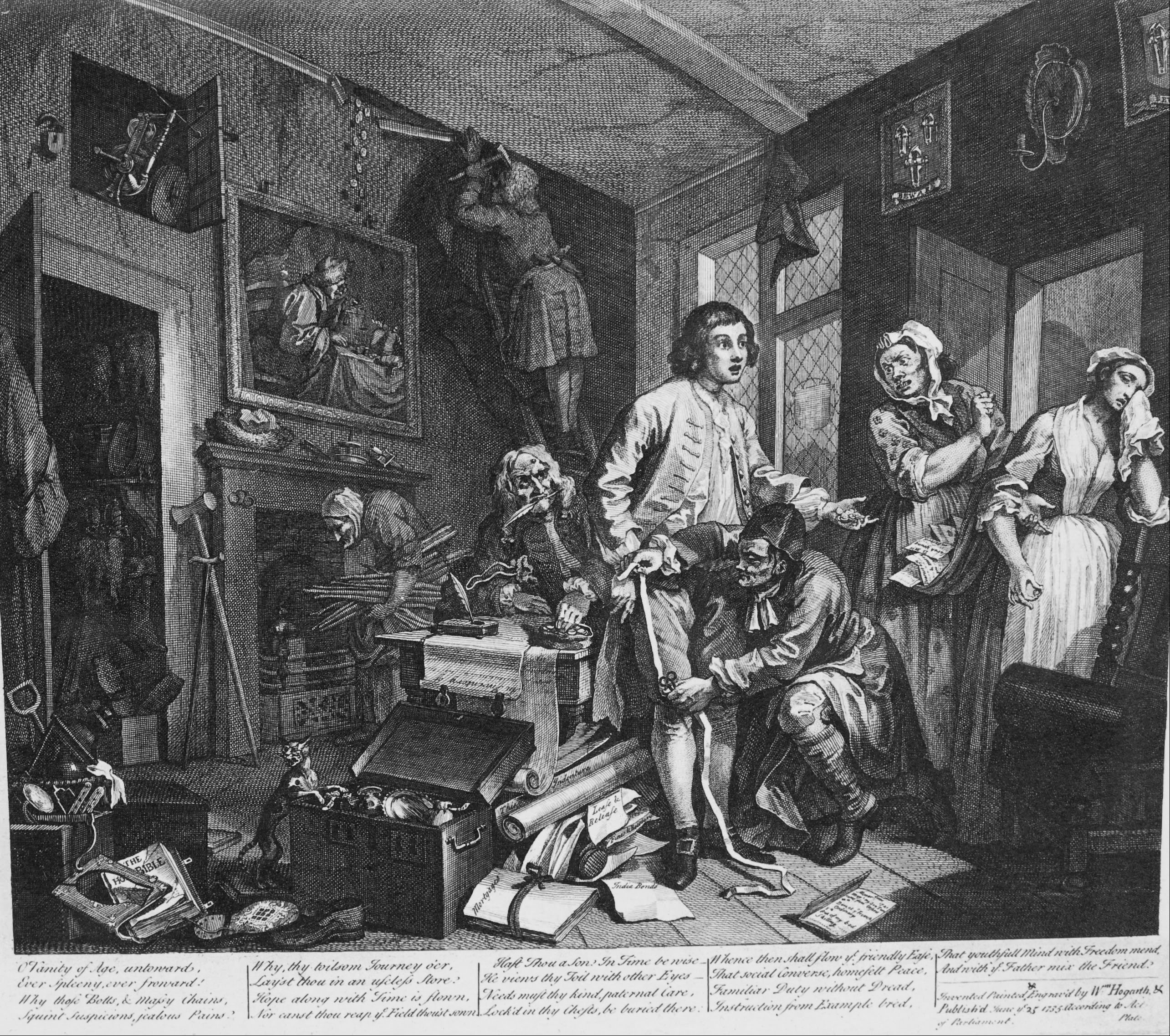
Bild 1: Erbe des Geizhalses
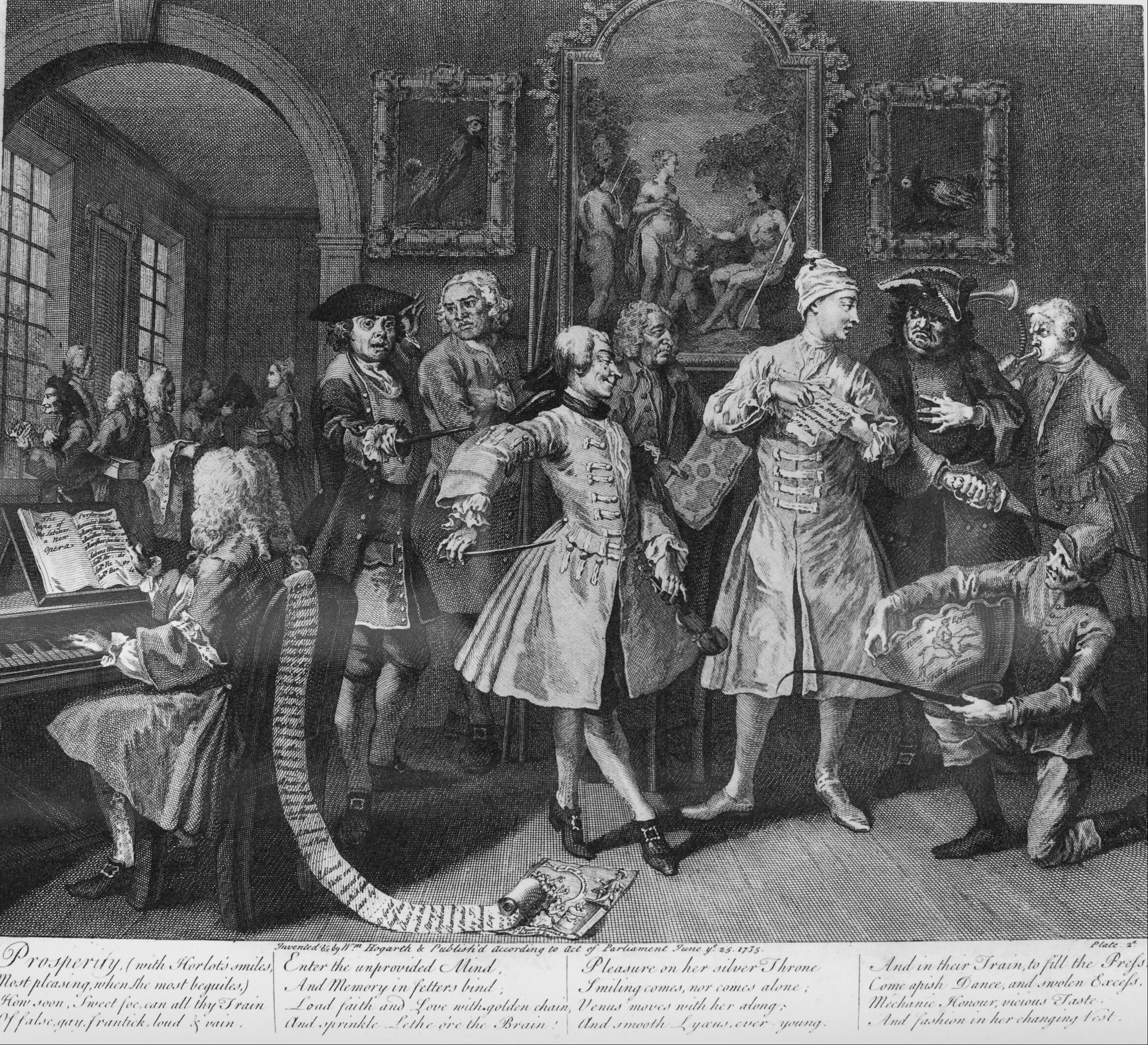
Bild 2: Umgeben von Künstlern und Professoren
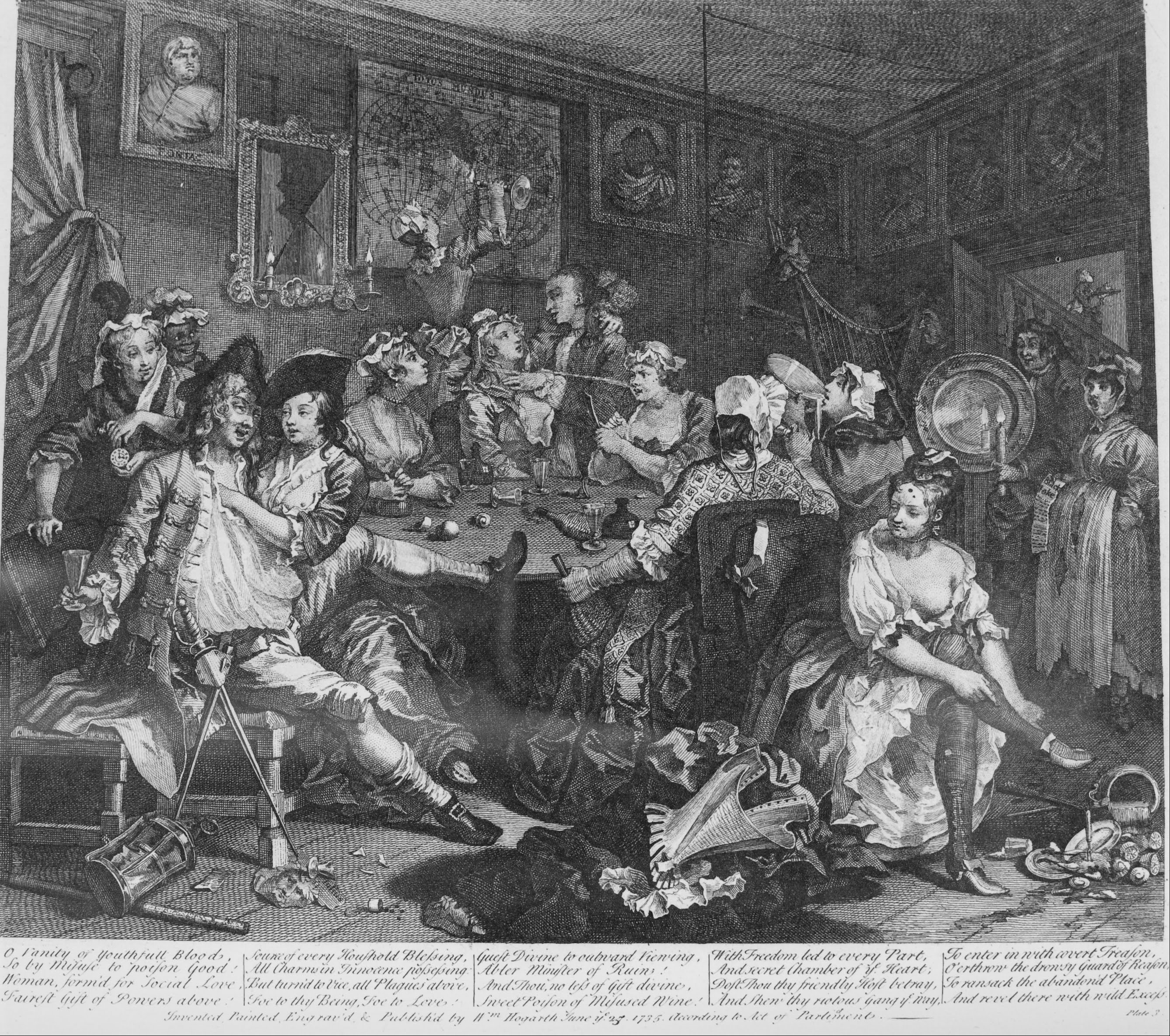
Bild 3: Tavernenszene
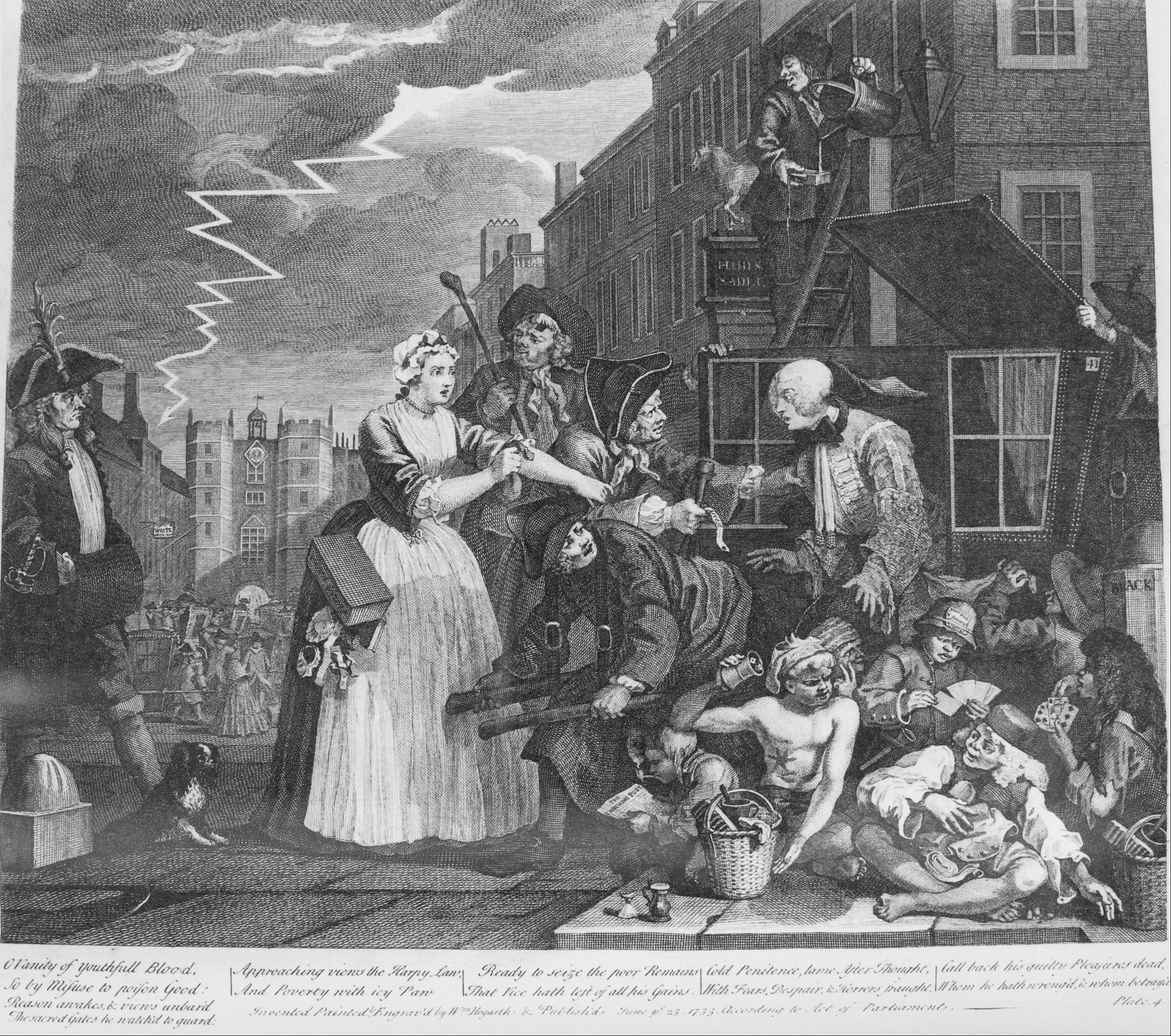
Bild 4: Schuldarrest

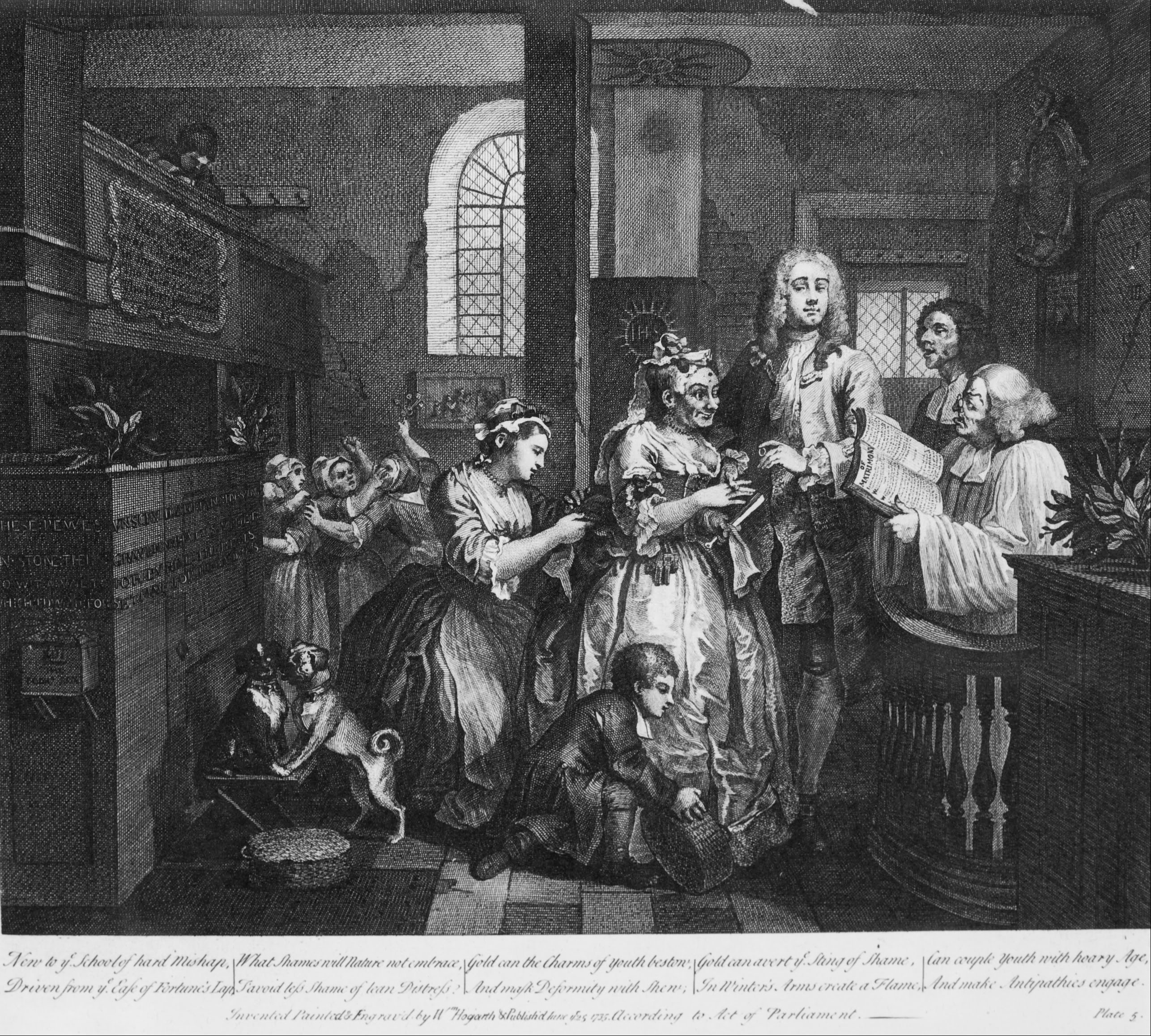
Bild 5: Hochzeit mit einer alten Jungfer
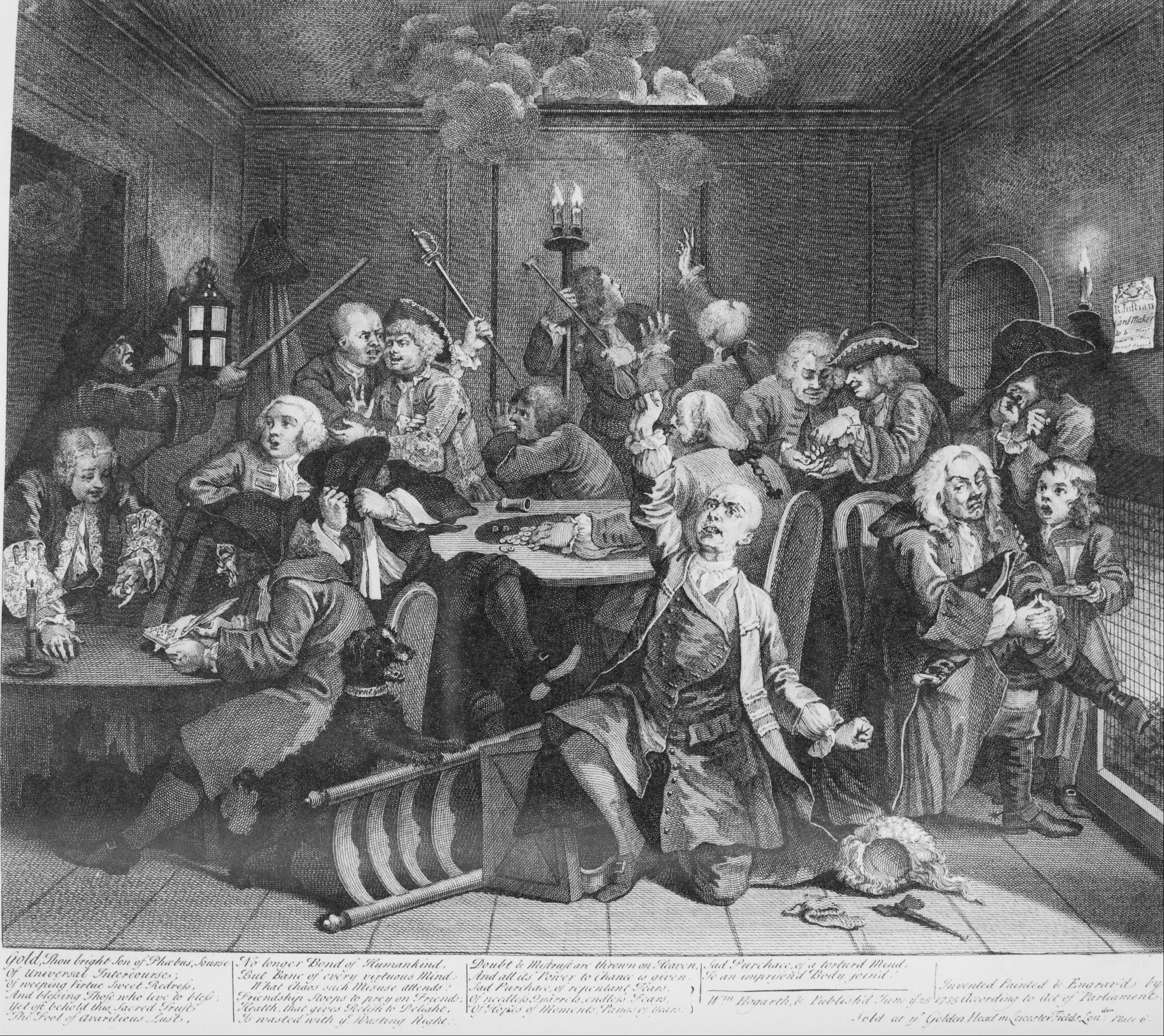
Bild 6: Der Spieler
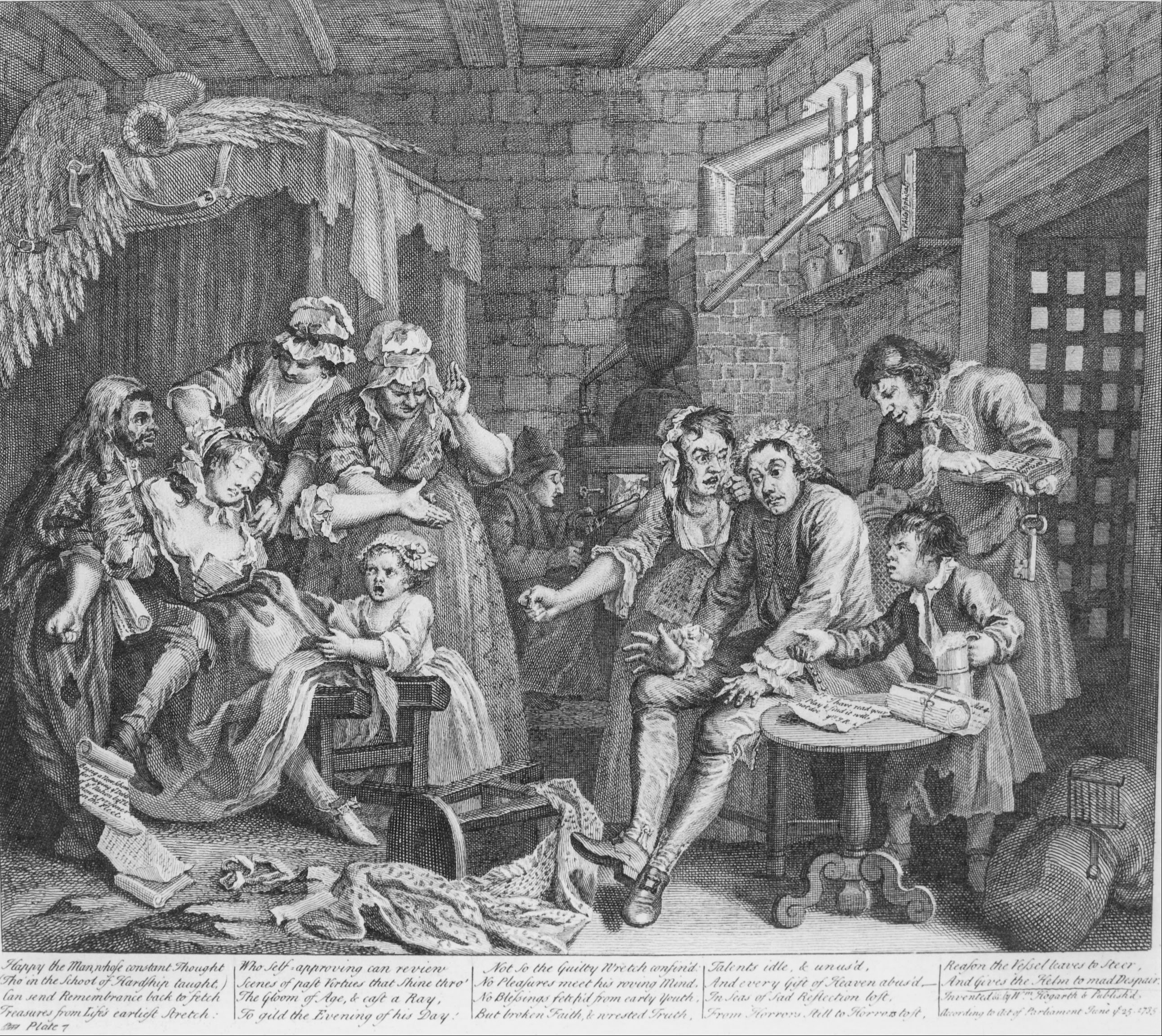
Bild 7: Gefängnisszene
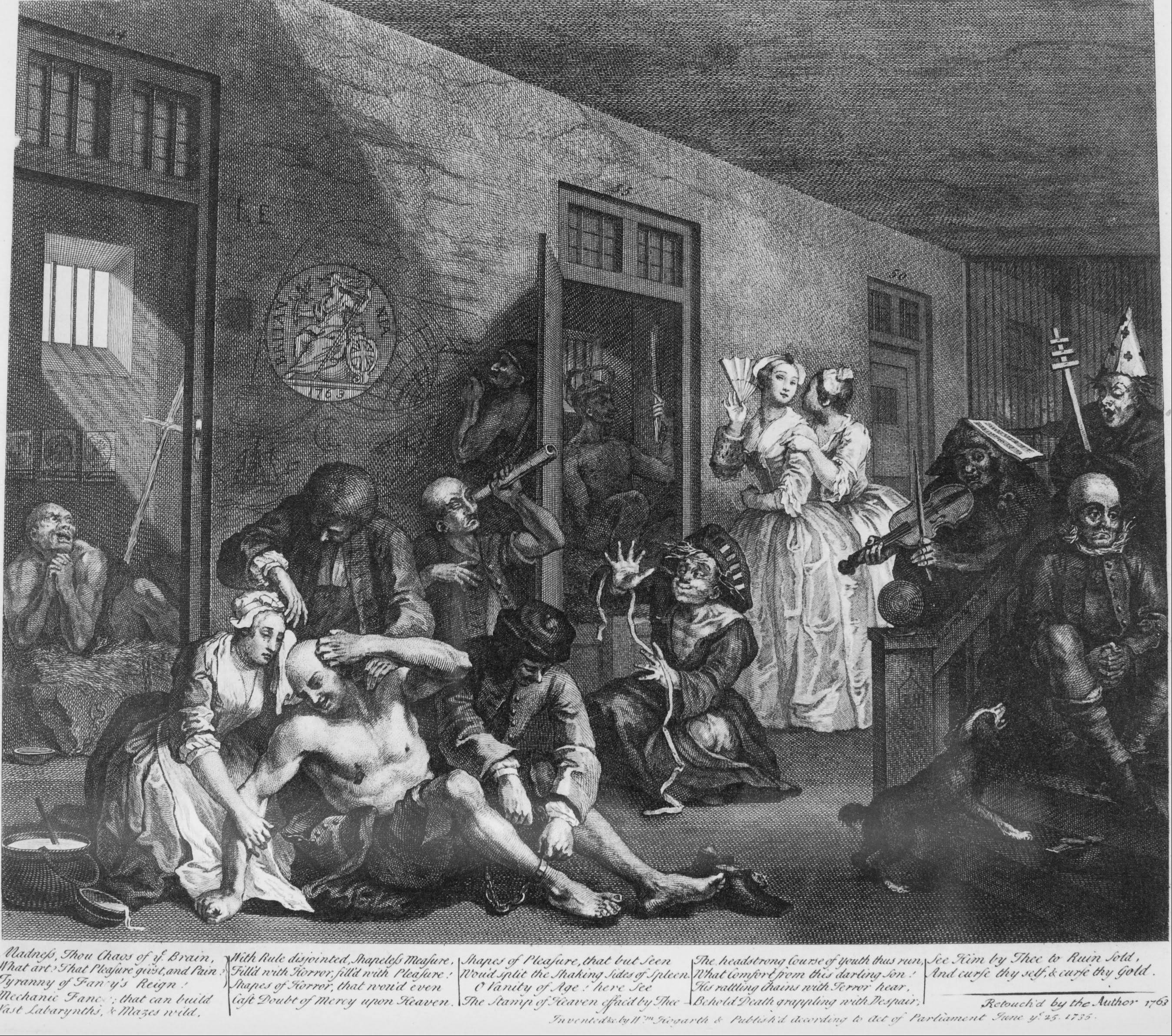
Bild 8: Im Irrenhaus

- William Hogarth gründet mit einigen befreundeten Londoner Künstlern die Mal- und Zeichenschule St. Martin’s Lane Academy.
- Die Kungliga Konsthögskolan Stockholm wird gegründet.

#### Musik und Theater

##### Hamburg
- Georg Philipp Telemann veröffentlicht in seinem eigenen Verlag in Hamburg zwölf Kompositionen unter dem Titel Fantaisies pour la Basse de Violle.

##### Leipzig
- 1. Januar: Am Neujahrstag wird Teil IV des Weihnachtsoratoriums von Johann Sebastian Bach unter anderem mit der Kantate Laßt uns sorgen, laßt uns wachen vom Thomanerchor in Leipzig uraufgeführt.
- 2. Januar: Teil V des Weihnachtsoratoriums hat seine Uraufführung. Er enthält unter anderem die Arie Erleucht auch meine finstre Sinnen, das einzige Stück des Oratoriums, das nicht vom Continuo begleitet wird. Die Komposition ist eine tiefer gesetzte Parodie auf Bachs weltliche Bourrée-Arie, Durch die von Eifer entflamm(e)ten Waffen aus der Kantate Preise dein Glücke, gesegnetes Sachsen aus dem Vorjahr.
- 6. Januar: Teil VI des Weihnachtsoratoriums wird uraufgeführt.
- 30. Januar: Die Kirchenkantate Wär Gott nicht mit uns diese Zeit von Johann Sebastian Bach auf das Kirchenlied von Martin Luther hat ihre Uraufführung.
- 19. Mai (Christi Himmelfahrt) um 1735: Das Oratorium Lobet Gott in seinen Reichen von Johann Sebastian Bach hat seine Uraufführung. Textdichter ist vermutlich Picander.

##### London

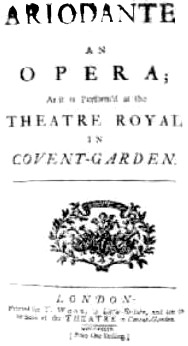
Titelblatt des Textbuches

- 8. Januar: Das Dramma per musica Ariodante von Georg Friedrich Händel hat unter den Augen von König George II. und seiner Gattin Caroline seine Uraufführung am Theatre Royal in Covent Garden in London und wird ein Erfolg. Es ist Händels zweite Oper die auf Ludovico Ariostos Der rasende Roland basiert. Das Libretto stammt von Antonio Salvi. Die Hauptrollen werden von Giovanni Carestini und Anna Maria Strada gesungen. Jeder Akt enthält auch Tanzszenen, die für die berühmte Tänzerin Marie Sallé und ihre Truppe komponiert wurden.
- 16. April: Alcina ist Händels dritte Oper die auf Ludovico Ariostos Der rasende Roland basiert. Die Besetzung ist die gleiche, der Librettist unbekannt. Auch Alcina ist eine Ballettoper für Marie Sallé und ihre Truppe, die allerdings Ende der Saison im Sommer aus London abreist.
- 15. Juli: Die Uraufführung der Oper The Honest Yorkshireman von Henry Carey findet in London statt.

##### Paris
- 23. August: Die Ballettoper Les Indes galantes von Jean-Philippe Rameau wird mit Erfolg an der Académie Royale de musique uraufgeführt. Sie enthält einen Prolog und vier Entrées (Aufzüge). Das Libretto stammt von Louis Fuzelier.

### Gesellschaft
- 14. Februar: Herzog Karl Friedrich von Schleswig-Holstein-Gottorp zu Kiel stiftet den Orden der Heiligen Anna. Dieser hat ursprünglich nur eine Klasse und darf nicht mehr als 15 Mitglieder haben.

## Historische Karten und Ansichten

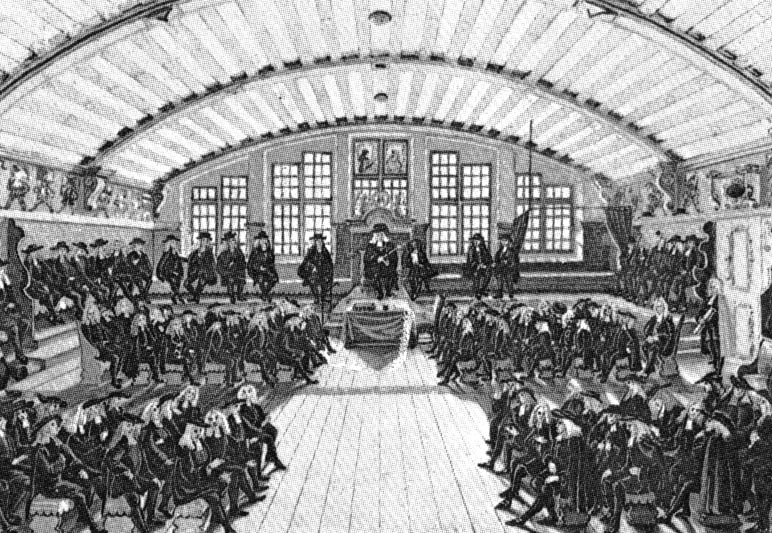
Der Grosse Rat von Bern 1735

## Geboren

### Januar bis April
- 01. Januar Johann Heinrich Behrens, königlich-preußischer Unteroffizier († 1844)
- 02. Januar (getauft): Paul Revere, US-amerikanischer Freiheitskämpfer († 1818)
- 09. Januar John Jervis, britischer Admiral († 1823)
- 16. Januar: Karl Christian, Fürst von Nassau-Weilburg († 1788)
- 18. Januar: Jeremias Majer, englischer Maler deutscher Herkunft († 1789)
- 22. Januar: Elise Reimarus, deutsche Schriftstellerin, Pädagogin, Übersetzerin und Salonnière († 1805)
- 31. Januar: Michel Guillaume Jean de Crèvecoeur, US-amerikanischer Schriftsteller, französischer Herkunft († 1813)
- 01. Februar: Blasius Hueber, Tiroler Landvermesser und Bauer († 1814)
- 03. Februar: Ignatius Krasicki, polnischer Geistlicher und Schriftsteller († 1801)
- 10. Februar: Johann Heinrich Mücke, deutscher Pädagoge und Philologe († 1799)
- 12. Februar: Maria Christina von Sachsen, Sternkreuzordensdame sowie Fürstäbtissin des freiweltlichen Reichsstifts in Remiremont († 1782)
- 22. Februar: Charles Lennox, 3. Duke of Richmond, britischer Feldmarschall und Politiker († 1806)
- 25. Februar: Ernst Wilhelm Wolf, deutscher Konzertmeister und Komponist († 1792)
- 28. Februar: Alexandre-Théophile Vandermonde, französischer Chemiker/Mathematiker († 1796)
- 03. März: Katō Chikage, japanischer Dichter und Literaturwissenschaftler († 1808)
- 12. März: Ernst Bengel, deutscher Superintendent († 1793)
- 20. März: Torben Olof Bergman, schwedischer Chemiker († 1784)
- 21. März: Karl Heinrich Seibt, deutscher Pädagoge und katholischer Theologe in Böhmen († 1806)
- 22. März: Karl Joseph Bouginé, deutscher Theologe und Lehrer († 1797)
- 22. März: Immanuel Johann Gerhard Scheller, deutscher Altphilologe und Lexikograf († 1803)
- 22. März: Richard Smith, Delegierter von New Jersey im Kontinentalkongress († 1803)
- 29. März: Johann Karl August Musäus, deutscher Schriftsteller und Literaturkritiker († 1787)
- 02. April: Ernestine Christine Reiske, deutsche Autorin und Privatgelehrte († 1798)
- 13. April: Isaac Low, Delegierter des Staates New York im Kontinentalkongress († 1791)
- 17. April: Johann Seivert, siebenbürgisch-sächsischer Dichter, Historiker und Lexikograf († 1785)

### Mai bis August
- 01. Mai: Lorenzo Hervás y Panduro, spanischer Jesuit und Linguist († 1809)
- 01. Mai: Jan Hendrik van Kinsbergen, niederländischer Admiral († 1819)
- 03. Mai: Caspar Wolf, Schweizer Maler († 1783)
- 04. Mai: Jacob Baden, dänischer Altphilologe († 1804)
- 07. Mai: Ludwig Benjamin Ouvrier, deutscher evangelischer Theologe († 1792)
- 13. Mai: Hōseidō Kisanji, japanischer Schriftsteller († 1813)
- 18. Mai: Nathaniel Dance-Holland, britischer Maler und Politiker († 1811)
- 23. Mai: Charles Joseph de Ligne, österreichischer Feldmarschall († 1814)
- 26. Mai: Caspar Frederik Harsdorff, dänischer Architekt († 1799)
- 28. Mai: François-Christophe Kellermann, 1. Herzog von Valmy, französischer Pair und Marschall († 1820)
- 06. Juni: Pierre Dallery, französischer Orgelbauer († 1812)
- 14. Juni: Johann Ludwig Avenarius, thüringischer Jurist in preußischen Diensten († 1805)
- 21. Juni: Johann Justus von Avemann, preußischer Jurist († 1794)
- 24. Juni: Albrecht von Anhalt, preußischer Generalmajor († 1802)
- 24. Juni: Friederike Caroline von Sachsen-Coburg-Saalfeld, Markgräfin von Brandenburg-Ansbach und Bayreuth († 1791)
- 10. Juli: Ulrika Pasch, schwedische Malerin († 1796)
- 11. Juli: Curt Heinrich Gottlieb von Arnim, preußischer Oberst († 1800)
- 20. Juli: Ursula Wolf-Zellweger, schweizerische Großbürgerin und Stifterin († 1820)
- 06. August: Carl Christoph von Hoffmann, preußischer Geheimrat und Kanzler der Halleschen Universität († 1801)
- 15. August: Friedrich Albrecht, Fürst von Anhalt-Bernburg († 1796)
- 28. August: Andreas Peter von Bernstorff, Außenminister des Dänischen Gesamtstaates († 1797)

### September bis Dezember
- 01. September: Louise-Jeanne de Durfort, französische Aristokratin, Kunstsammlerin und Mäzenin († 1781)
- 02. September: Matthias Steevens van Geuns, niederländischer Mediziner und Botaniker († 1817)
- 05. September: Johann Christian Bach, deutscher Komponist der Frühklassik († 1782)
- 06. September: Johann Daniel Busch, deutscher Orgelbauer († 1787)
- 08. September: Christoph Andreae, deutscher Unternehmer († 1804)
- 10. September: Justus Christian Ludwig von Schellwitz, deutscher Rechtswissenschaftler († 1797)
- 12. September: Anton Oehmbs, deutscher katholischer Theologe und Hochschullehrer († 1809)
- 13. September: Rémi Willemet, französischer Botaniker († 1807)
- 14. September: Robert Raikes, englischer Sozialreformer († 1811)
- 18. September: Johann Heinrich Sulzer, Schweizer Mediziner und Insektenkundler († 1814)
- 29. September: James Keir, schottischer Chemiker und Industrieller († 1820)

- 01. Oktober: Augustus FitzRoy, 3. Duke of Grafton, britischer Politiker und Premierminister († 1811)
- 03. Oktober: Johann Friedrich Fritze, deutscher Mediziner und Hochschullehrer († 1807)
- 09. Oktober: Karl Wilhelm Ferdinand von Braunschweig, preußischer Feldmarschall († 1806)

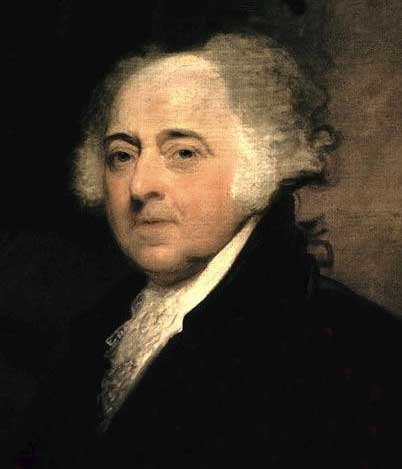
John Adams

- 30. Oktober: John Adams, US-amerikanischer Vizepräsident und Präsident († 1826)

- 08. November: George Plater, US-amerikanischer Politiker († 1792)
- 09. November: Karl Wilhelm, Fürst von Nassau-Usingen und Nassau-Saarbrücken († 1803)
- 10. November: Granville Sharp, Gründer der britischen abolitionistischen Bewegung († 1813)

- 02. Dezember: Athanasius Hettenkofer, deutscher Abt († 1803)
- 05. Dezember: Hugh Williamson, US-amerikanischer Politiker († 1819)
- 06. Dezember: Christiane zu Mecklenburg, Kanonissin im Stift Herford († 1794)
- 10. Dezember: Christian Gottlieb Gilling, deutscher Theologe († 1789)
- 14. Dezember: Anna von Hessen-Philippsthal-Barchfeld, hessische Prinzessin und durch Heirat Gräfin von Lippe-Detmold († 1785)
- 20. Dezember: Friedrich August Brand, österreichischer Maler und Kupferstecher († 1806)
- 22. Dezember: Ulrich Bräker, Schweizer Schriftsteller († 1798)
- 26. Dezember: Florian Reichssiegel, österreichischer Schriftsteller († 1793)
- 29. Dezember: Johann Evangelist Feyrstein, österreichischer Orgelbauer († 1779)

### Genaues Geburtsdatum unbekannt
- Johann Gottfried Alsleben, deutscher Bürgermeister († nach 1805)
- Benjamin von Amaudruz, preußischer Generalleutnant († 1797)
- Joseph Angerer, österreichischer Bildhauer († 1779)
- Johann Carl Andreas von Arnold, deutscher Land- und Justizrat († nach 1780)
- Jangheon, Thronfolger von Joseon in Korea († 1762)
- Torii Kiyomitsu I., japanischer Maler im Stil des Ukiyo-e (gest. 1785)
- Muhammad Bey Abu Dahab, osmanischer Gouverneur und als Führer der Mamluken faktisch Herrscher von Ägypten († 1775)

### Geboren um 1735
- Ibrahim Bey, Emir der Mamluken und Regent in Ägypten († 1816)

## Gestorben

### Erstes Halbjahr
- 05. Januar: Carlo Ruzzini, Doge von Venedig (* 1653)
- 12. Januar: John Eccles, englischer Komponist (* um 1668)
- 13. Januar: Polyxena von Hessen-Rotenburg, Königin von Sardinien und Herzogin von Savoyen (* 1706)
- 18. Januar: Maria Clementina Sobieska, polnische Prinzessin, Titularkönigin von Großbritannien, Irland und Frankreich (* 1702)
- 03. Februar: Christian III., Pfalzgraf von Birkenfeld, Bischweiler und Rappoltstein und Herzog von Zweibrücken (* 1674)
- 03. Februar: Jakob Auguston, tschechischer Architekt (* um 1668)
- 22. Februar: Georg Christian Joannis, deutscher evangelischer Theologe und Historiker (* 1658)
- 27. Februar: John Arbuthnot, britischer Mediziner und Schriftsteller (* 1667)
- 27. Februar: Georg Friedrich Kauffmann, deutscher Organist und Komponist (* 1679)

Grabmal Herzog Ludwig Rudolfs im Dom zu Braunschweig

- 01. März: Ludwig Rudolf, Fürst von Blankenburg und Herzog von Braunschweig-Wolfenbüttel (* 1671)
- 04. März: Antonio Beduzzi, italienischer Architekt, Theateringenieur und Dekorationsmaler (* 1675)
- 10. März: Dirck van Cloon, Generalgouverneur von Niederländisch-Indien (* 1684)
- 11. März: Dominik Marquard, Fürst zu Löwenstein-Wertheim-Rochefort (* 1690)
- 26. März: Jane Colman Turell, neuenglische Dichterin (* 1708)
- 05. April: William Derham, englischer Geistlicher und Naturphilosoph (* 1657)
- 05. April: Daniel Gottlieb Messerschmidt, deutscher Mediziner und Sibirienforscher (* 1685)

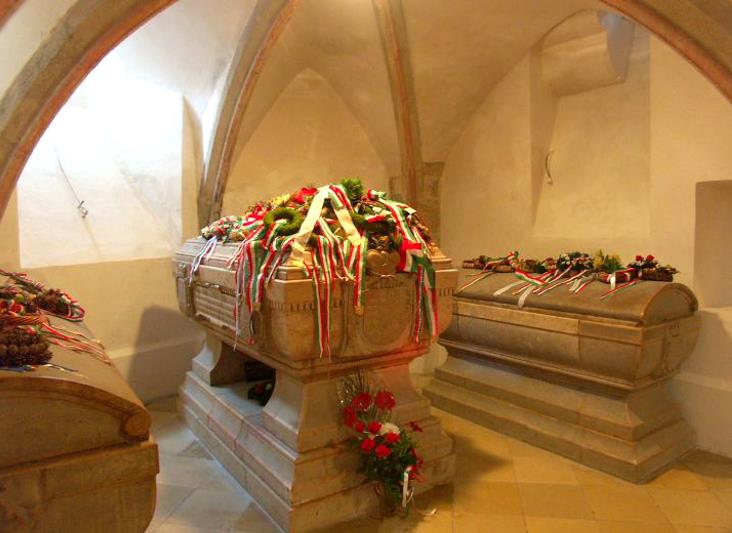
Grabmal Rákóczis in der Elisabethkathedrale in Košice

- 08. April: Franz II. Rákóczi, ungarischer Adeliger und Aufständischer (* 1676)
- 30. April: Jacob Daniel Bruce, schottischstämmiger Generalfeldzeugmeister im Dienst der russischen Armee (* 1669)
- 30. April: David Richter der Ältere, schwedisch-deutscher Porträt- und Landschaftsmaler (* 1661)
- 03. Mai: Robert Johnson, britischer Gouverneur der Province of South Carolina (* 1682)
- 17. Mai: Georg Friedrich Karl, Markgraf von Brandenburg-Bayreuth (* 1688)
- 21. Mai: Johann Salomon Brunnquell, deutscher Rechtswissenschaftler (* 1693)
- 22. Mai: Johann Conrad Arnoldi, deutscher Pädagoge, Logiker, Bibliothekar und lutherischer Theologe (* 1658)
- 22. Juni: Pirro Albergati, italienischer Komponist (* 1663)

### Zweites Halbjahr
- 01. Juli: Jean Ranc, französischer Maler (* 1674)
- 14. Juli: Johann Jakob Baier, deutscher Mediziner und Geologe (* 1677)
- 18. Juli: Johann Krieger, deutscher Organist und Komponist (* 1652)
- 29. Juli: Sophie Luise von Mecklenburg-Schwerin, Königin in Preußen (* 1685)
- 11. August: Immanuel Ignaz von Nassau-Siegen, Offizier in spanischen und kaiserlichen Diensten (* 1688)
- 23. August: Matwei Christoforowitsch Smajewitsch, russischer Schiffbauer und Admiral der Baltischen Flotte (* 1680)
- 27. August: August David zu Sayn-Wittgenstein-Hohenstein, Regent der Grafschaft Sayn-Wittgenstein-Hohenstein (* 1663)
- 13. September: Ferdinand Albrecht II., Herzog von Braunschweig-Wolfenbüttel und Braunschweig-Lüneburg (* 1680)
- 19. September: Ludwig Andreas Gotter, deutscher Kirchenlieddichter und Jurist (* 1661)
- 27. September: Peter Artedi, schwedischer Naturforscher (* 1705)
- 29. September: Helena Sibylla Moller, deutsche Gelehrte (* 1669)
- 000September: François Leguat, französischer Entdecker (* 1637)
- 08. Oktober: Jean-Baptiste Martin, französischer Schlachten- und Vedutenmaler (* 1659)
- 08. Oktober: Yongzheng, Kaiser von China aus der Qing-Dynastie (* 1678)
- 26. Oktober: Philipp Joseph von Toerring-Seefeld, bayerischer Adeliger (* 1680)
- 30. Oktober: Edmund Sheffield, 2. Duke of Buckingham and Normanby, britischer Adeliger (* 1716)
- 04. November: Nikolaus Carstens, deutscher Kaufmann und Ratsherr der Hansestadt Lübeck (* 1668)
- 14. November: Friedrich Wilhelm, Fürst von Hohenzollern-Hechingen (* 1663)
- 17. November: Jean Nollet, französischer Orgelbauer (* 1681)
- 08. Dezember: Andreas Faistenberger, Tiroler Maler und Bildhauer (* 1646)
- 15. Dezember: Johann Christian Neupauer, Wiener Stadtrat, Stadtoberkämmerer (* 1675)
- 16. Dezember: Johann Georg Wenzel Casparides, österreichischer Orgelbauer (* um 1670)
- 16. Dezember: Albrecht Konrad Finck von Finckenstein, preußischer Feldmarschall (* 1660)
- 23. Dezember: Hermann Korb, deutscher Baumeister des Barocks (* 1656)

### Genaues Todesdatum unbekannt
- Robert Drury, englischer Seefahrer und Schiffbrüchiger auf Madagaskar (* 1687)
- Husain I. ibn Ali, Bey von Tunis und Begründer der Dynastie der Husainiden
- Mehmed Raşid, osmanischer Historiker und Dichter (* um 1670)
- Perkeo, Hofzwerg der Kurpfalz und Hüter des Großen Fasses im Heidelberger Schloss (* 1702)

### Gestorben um 1735
- 20. Juli 1735 oder 1736: Ejima Kiseki, japanischer Schriftsteller (* 1666 oder 1667)